# Fra Fjellheimen Kaller...
Fra Fjellheimen Kaller... es la primera demo de la banda de folk metal noruega Myrkgrav. Escrito, grabado, mezclado y masterizado en Koia Estudios por Lars Jensen como único músico.

## Miembros
- Lars Jensen: Todos los instrumentos y voces.

## Lista de canciones
1. "Fra Fjellheimen Kaller..." (05:26)
2. "Svøpt I Helvetesild" (04:28)
3. "Tjernet" (05:44)
4. "Under A Thin Veil Of Fog" (03:51)
5. "En Striders Tale" (03:37)
6. "Olav Tryggvason" (03:48)